# Gran Premi de les Amèriques 1988
El Gran Premi de les Amèriques 1988 fou la 1a edició del Gran Premi de les Amèriques. La cursa es disputà el 7 d'agost de 1988, sent el vencedor final el canadenc Steve Bauer per davant de Massimo Ghirotto i Gilles Delion.

## Classificació final
|    | Ciclista           | Equip                  | Temps |
| -- | ------------------ | ---------------------- | ----- |
| 1  | Steve Bauer        | Weinmann-La Suisse-SMM |       |
| 2  | Massimo Ghirotto   | Carrera Jeans-Vagabond |       |
| 3  | Gilles Delion      | Weinmann-La Suisse-SMM |       |
| 4  | Martial Gayant     | Toshiba-Look           |       |
| 5  | Yvon Madiot        | Toshiba-Look           |       |
| 6  | Doug Shapiro       | 7-Eleven               |       |
| 7  | Marc Madiot        | Toshiba-Look           |       |
| 8  | Mike Engleman      | Schwinn-Wheaties       |       |
| 9  | Gerhard Zadrobilek | Weinmann-La Suisse-SMM |       |
| 10 | Laurent Madouas    |                        |       |